# Копытный лемминг
Копытный лемминг (лат. Dicrostonyx torquatus) — вид грызунов средних размеров подсемейства полёвок.

## Внешний вид
Длина тела может варьироваться в пределах 12,5—16 см, масса — в пределах 45—75 г, короткий толстенький хвост, полностью покрытый волосами, в длину не превышает 2 см.
Внешне копытный лемминг напоминает мышь очень плотного телосложения с короткими лапками. Весь его облик говорит о приспособленности к арктическим условиям жизни. Даже подошвы лапок покрыты шерстью. Шерсть густая и мягкая, зимой имеет чисто-белую окраску, летом же её цвет на спине может изменяться в пределах серой гаммы с жёлтым или рыжевато-коричневым отливом, тогда как брюхо остаётся серовато-белым. По спине и голове вдоль хребта проходит темная продольная полоска.

## Распространение
Копытный лемминг распространён в арктических и кустарниковых тундрах, лесотундрах северной Евразии от восточного побережья Белого моря до Анадыря и Камчатского полуострова. В Северо-Ледовитом океане населяет Новую Землю и Новосибирские острова, при этом отсутствует на острове Врангеля.

## Среда обитания
Этот зверёк населяет равнинные и горные тундры, предпочитая возвышенные сухие участки и в горы поднимаясь до высоты 900 м над уровнем моря. Нора, вырытая в земле, как правило, неглубока; тем не менее, она обладает обязательной гнездовой камерой, которая нередко устраивается в кочке. Зимой лемминг прокладывает ходы в толще снега.

## Питание
Питается копытный лемминг в течение всего года побегами, листьями и корой полярных кустарничков — карликовой березы, стелющихся ив, морошки, голубики и т. п.

## Размножение
Цикл размножения начинается в конце зимы и занимает всё короткое полярное лето. За это время взрослая самка успевает принести 2—3 помёта по 4—6 детёнышей в каждом при продолжительности периода беременности 20—22 дня.

## Значение
Копытный лемминг наряду с другими леммингами имеет большое значение как звено пищевой цепи тундрового биоценоза: леммингами питаются лисицы, песцы, полярные совы и многие другие хищники, как пернатые, так и четвероногие. В голодные годы ими не брезгует и северный олень.

## Численность
Численность этого грызуна подвержена сильным колебаниям по годам.